# Reações internacionais à invasão da Ucrânia pela Rússia em 2022
As reações internacionais à invasão russa à Ucrânia em 2022 ocorreram depois que a Rússia iniciou uma série de ataques militares na Ucrânia em 24 de fevereiro de 2022, no leste ucraniano. A invasão foi amplamente condenada pela comunidade internacional e a partir de então os países da União Europeia, mais Estados Unidos, Reino Unido, Canadá, Japão e vários outros passaram a impor uma série de importantes sanções contra a Rússia. Uma ampla gama de outras sanções e boicotes foram estabelecidos por organismos esportivos internacionais, empresas privadas e outros setores da sociedade. Protestos populares foram organizados em numerosas cidades do mundo e também na Rűssia.

## Ajuda militar

Rússia
Ucrânia
Países que forneceram equipamentos militares à Ucrânia durante a invasão de 2022

Sob a liderança de Viktor Yanukovych, os militares ucranianos se deterioraram e foram ainda mais enfraquecidos após a queda de Yanukovych e sua sucessão por líderes de aparência ocidental. Posteriormente, vários países ocidentais (como Reino Unido, Estados Unidos, França, Alemanha, países bálticos, Polônia, Austrália, Canadá, Turquia) e organizações (OTAN e UE) começaram a fornecer ajuda militar para reconstruir suas forças militares. Isso ajudou os militares ucranianos a melhorar sua qualidade, com o exército ucraniano alcançando sucessos notáveis contra as forças russas em Donbas. Notavelmente, as Forças Armadas Ucranianas começaram a adquirir os veículos aéreos de combate não tripulados Bayraktar TB2 da Turquia desde 2019, que foi usado pela primeira vez em outubro de 2021 para atingir uma posição de artilharia separatista russa em Donbas.
À medida que a Rússia começou a construir seus equipamentos e tropas nas fronteiras da Ucrânia, os Estados-membros da OTAN aumentaram a taxa de entrega de armas. O presidente dos EUA, Joe Biden, usou as Autoridades de Retirada Presidencial em agosto e dezembro de 2021 para fornecer 260 milhões de dólares em ajuda. Estes incluíram entregas de lançadores FGM-148 Javelin e outras armas anti-blindagem, armas pequenas de vários calibres de munição e outros equipamentos.
Após a invasão, as nações começaram a assumir novos compromissos de entrega de armas. Bélgica, República Tcheca, Estônia, França, Grécia, Países Baixos, Portugal e o Reino Unido anunciaram que enviariam suprimentos para apoiar e defender os militares e o governo ucraniano. Em 24 de fevereiro, a Polônia entregou alguns suprimentos militares à Ucrânia, incluindo 100 morteiros, várias munições e mais de 40 mil capacetes. Enquanto alguns dos 30 membros da OTAN concordaram em enviar armas, a OTAN como organização não o fez.
Em janeiro de 2022, a Alemanha descartou o envio de armas para a Ucrânia e impediu a Estônia, por meio de controles de exportação de armas fabricadas na Alemanha, de enviar ex-obuseiros D-30 da Alemanha Oriental para a Ucrânia. O governo alemão anunciou que estava enviando 5 mil capacetes e um hospital de campanha para a Ucrânia, ao que o prefeito de Kiev, Vitali Klitschko, respondeu ironicamente: "O que eles enviarão a seguir? Travesseiros?" Em 26 de fevereiro, em uma reversão de sua posição anterior, a Alemanha aprovou o pedido dos Países Baixos para enviar 400 granadas propelidas por foguete para a Ucrânia, bem como 500 mísseis Stinger e mil armas antitanque de seus próprios suprimentos.

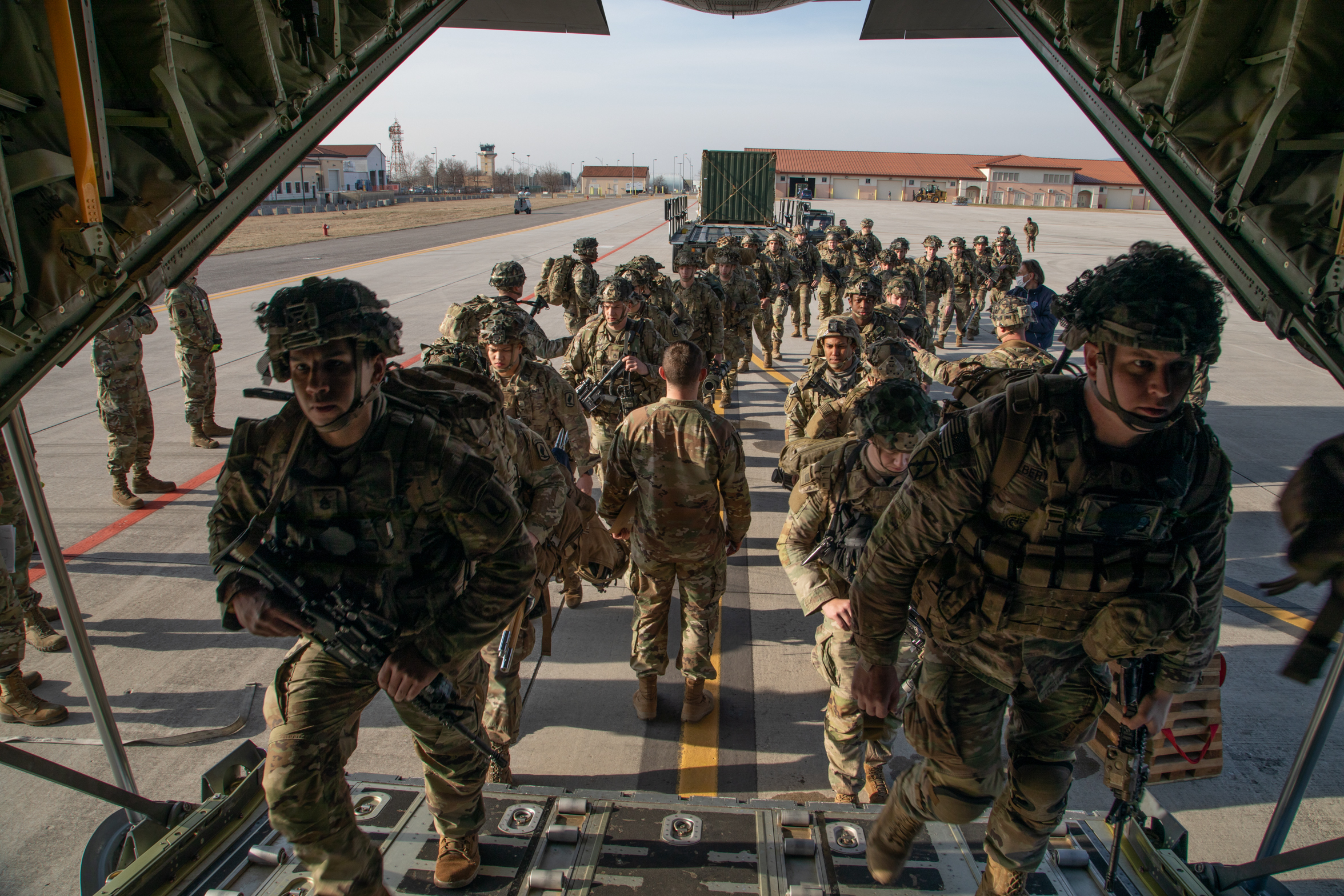
Paraquedistas do 2.º Batalhão, 503.º Regimento de Infantaria dos Estados Unidos partem da Itália para a Letônia, 24 de fevereiro de 2022. Milhares de tropas estadunidenses foram enviadas para a Europa Oriental em meio ao aumento da presença militar da Rússia

Em 27 de fevereiro, a UE concordou em comprar armas coletivamente para a Ucrânia. O chefe de política externa da UE, Josep Borrell, afirmou que compraria 450 milhões de euros (502 milhões de dólares) em assistência letal e um adicional de 50 milhões de euros (56 milhões de dólares) em suprimentos não letais. Borrell disse que os ministros da Defesa da UE ainda precisam determinar os detalhes de como comprar o material e transferi-lo para a Ucrânia, mas que a Polônia concordou em atuar como um centro de distribuição. Borrell também afirmou que pretendia fornecer à Ucrânia caças que eles já são capazes de pilotar. Estes não seriam pagos através do pacote de assistência de 450 milhões de euros. Polônia, Bulgária e Eslováquia tinham exemplares de MiG-29 e a Eslováquia também tinha o Su-25, que eram caças que a Ucrânia já voava e podiam ser transferidos sem treinamento de pilotos. Em 1º de março, Polônia, Eslováquia e Bulgária confirmaram que não forneceriam caças para a Ucrânia.
Em 26 de fevereiro, o Secretário de Estado dos Estados Unidos, Antony Blinken, anunciou que havia autorizado 350 milhões de dólares em assistência militar letal, incluindo "sistemas anti-blindagem e antiaérea, armas pequenas e munições de vários calibres, coletes à prova de balas e equipamentos relacionados" A Rússia afirmou que os drones dos Estados Unidos deram inteligência à Marinha da Ucrânia para ajudar a atingir seus navios de guerra no Mar Negro, o que os EUA negaram. Em 27 de fevereiro, Portugal anunciou que enviaria fuzis automáticos H&K G3 e outros equipamentos militares. A Suécia e a Dinamarca decidiram enviar 5 mil e 2,7 mil armas antitanque, respectivamente, para a Ucrânia. A Dinamarca também forneceu peças de 300 mísseis Stinger não operacionais, que os Estados Unidos primeiro ajudariam a tornar operacionais. A Turquia também forneceu drones TB2 2.
O governo norueguês, depois de inicialmente dizer que não enviaria armas para a Ucrânia, mas enviaria outros equipamentos militares como capacetes e equipamentos de proteção, anunciou em 28 de fevereiro que também doaria até 2 mil M72 LAW armas de antitanque para a Ucrânia. Em uma mudança de política igualmente importante para um país neutro, a Finlândia anunciou que enviaria 2,5 mil fuzis de assalto junto com 150 mil cartuchos, 1,5 mil armas antitanque de tiro único e 70 mil pacotes de ração de combate, para adicionar aos coletes à prova de bala, capacetes e suprimentos médicos já anunciados.

## Organizações internacionais

### União Europeia
A 27 de fevereiro, pelo menos 11 países da União Europeia (UE) haviam fechado o seu espaço aéreo à aviação russa: Alemanha, Bulgária, Polónia, República Checa, Estónia, Letónia, Lituânia, Eslovénia, Finlândia, Dinamarca, Bélgica, Itália e França. Em resposta, a Rússia encerrou o espaço aéreo a todos os voos operados por transportadoras de países bálticos que pertencem à União Europeia (UE). Portugal anunciou igualmente o encerramento do seu espaço aéreo à Rússia. Durante a tarde, o Alto Representante para a Política Externa e de Segurança da UE, Josep Borrell, anunciou o encerramento de todo o espaço aéreo europeu à aviação civil e militar russa, incluindo jatos privados.
Na tarde do mesmo dia, os ministros dos Negócios Estrangeiros da UE reuniram-se por videoconferência, por proposta de Borell, aprovando por unanimidade o uso de 450 milhões de euros do Mecanismo Europeu de Apoio à Paz para reembolsar os Estados-membros pela compra de material de guerra para entregar à Ucrânia. Esta é a primeira vez na história da UE em que a organização financia a compra de armas e outros equipamentos de guerra letais. O destino do armamento são as forças de combate ucranianas, com vista a ajudar à resistência à invasão da Rússia. Borrell justificou a decisão com a gravidade do mais recente desafio de Vladimir Putin, que colocou o dispositivo nuclear russo em alerta máximo. Ursula von der Leyen anunciou ainda o encerramento do espaço aéreo da UE a todas as  aeronaves russas, incluindo jatos privados, e o banimento do espaço europeu dos canais por cabo estatais russos RT e Sputnik, em resposta à desinformação e propagação de notícias falsas durante a sua cobertura do conflito na Ucrânia.
A Alemanha anunciou uma reversão histórica da sua política de não enviar armas para zonas de conflito, confirmando o envio de mil armas antitanque e 500 sistemas antiaéreos Stinger para a Ucrânia. De acordo com João Gomes Cravinho, ministro da defesa português, Portugal enviará equipamento militar como coletes, capacetes, óculos de visão noturna, granadas e munições de diferentes calibres, rádios portáteis completos, repetidores analógicos e espingardas automáticas G3. O chanceler alemão Olaf Scholz anunciou 100 bilhões de euros (113 bilhões de dólares) em novos gastos militares, afirmando: "Estamos em uma nova era". Os gastos com defesa aumentarão para pelo menos a meta de 2% do PIB esperada para os membros da OTAN até 2024.
Na tarde do mesmo dia, Volodymyr Zelensky ligou ao presidente da República português, Marcelo Rebelo de Sousa tendo reiterado “a condenação veemente de Portugal e o apoio solidário à corajosa resistência ucraniana”, assim como “o papel da excecional comunidade ucraniana em Portugal”, sendo também referida a parceria no âmbito da política europeia de vizinhança da qual a Ucrânia é parte. A conversa foi igualmente twettada por Zelensky, que confirmou o envio de armas e equipamentos de proteção individual por Portugal à Ucrânia: “Falei com o presidente Marcelo Rebelo de Sousa. Agradeci-lhe pelo encerramento do espaço aérea aos aviões russos, pelo apoio à retirada da Rússia do SWIFT e pelo apoio concreto a nível da Defesa. Portugal forneceu armas, equipamentos de proteção individual, entre outros, à Ucrânia. Juntos somos mais fortes”.
Ainda a 27 de fevereiro, Ursula von der Leyen afirmou que a Ucrânia é "um dos nossos", e que é desejada enquanto membro da UE. No dia seguinte, 28 de fevereiro, Zelensky formalizou o pedido de adesão imediata da Ucrânia à União Europeia.
Aos 28 de fevereiro, a Suíça rompeu sua neutralidade histórica ao impor sanções à Rússia, isto é, ao congelar os bens russos, de modo a adotar as mesmas sanções impostas pela União Europeia. No mesmo dia, tão logo o presidente ucraniano tenha formalizado o pedido oficial para ingresso da Ucrânia na União Europeia, Estados como Bulgária, Eslováquia, Eslovênia, Estônia, Itália, Letônia, Lituânia, Polônia e República Tcheca endossaram o pedido ucraniano.

### OTAN

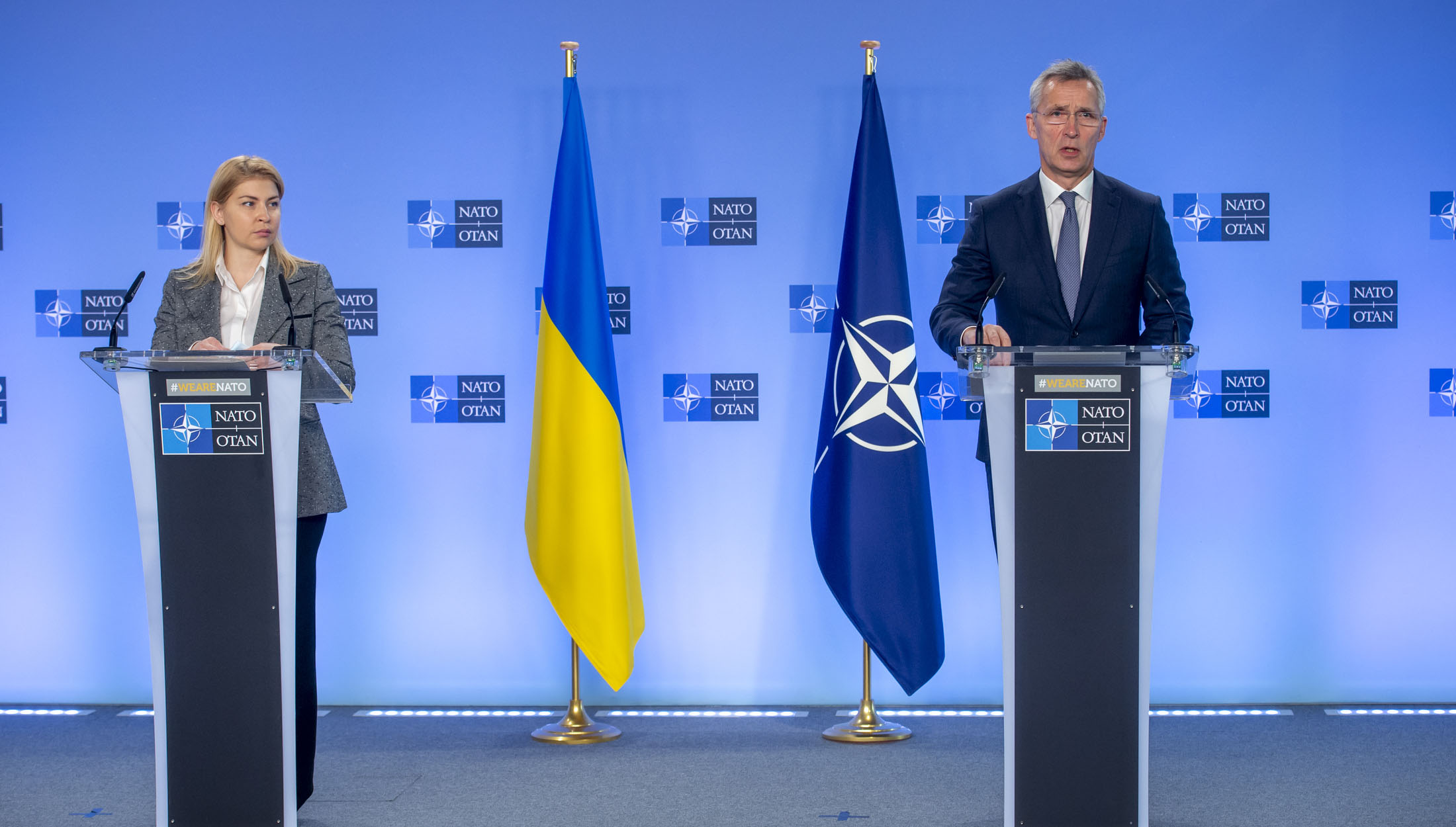
A vice-primeira-ministra ucraniana Olha Stefanishyna com o secretário-geral da OTAN, Jens Stoltenberg, na conferência de 10 de janeiro de 2022 sobre uma potencial invasão russa

Polônia, Romênia, Lituânia, Letônia e Estônia desencadearam consultas de segurança da OTAN sob o Artigo 4 do Tratado do Atlântico Norte. O governo estoniano emitiu uma declaração do primeiro-ministro Kaja Kallas que diz: "A agressão generalizada da Rússia é uma ameaça para o mundo inteiro e para todos os países da OTAN e as consultas da OTAN sobre o fortalecimento da segurança dos seus Aliados devem ser iniciadas para implementar medidas adicionais para garantir a defesa. A resposta mais eficaz à agressão da Rússia é a unidade." Em 24 de fevereiro, o secretário-geral da OTAN, Jens Stoltenberg, anunciou novos planos que "nos permitirão enviar capacidades e forças, incluindo uma Força de Resposta da OTAN, para onde forem necessárias". Após a invasão, a OTAN anunciou planos para aumentar sua presença militar nos países bálticos, na Romênia e na Polônia.
Após a reunião do Conselho de Segurança da ONU de 25 de fevereiro, Stoltenberg anunciou que partes da Força de Resposta da OTAN seriam enviadas, pela primeira vez, para membros da OTAN ao longo da fronteira oriental do blobo. Ele afirmou que as forças incluiriam elementos da Força-Tarefa Conjunta de Alta Prontidão (VJTF), atualmente liderada pela França. Stoltenberg afirmou ainda que alguns membros da OTAN estão fornecendo armas para a Ucrânia, incluindo as de defesa aérea. Os Estados Unidos anunciaram em 24 de fevereiro que enviariam 7 mil soldados para se juntar aos 5 mil soldados estadunidenses que já estão na Europa. As forças da OTAN incluem o USS Harry S. Truman, que entrou no Mar Mediterrâneo na semana anterior como parte de um exercício planejado. O grupo de ataque do porta-aviões foi colocado sob o comando da OTAN, a primeira vez que isso ocorreu desde o fim da Guerra Fria.
Um porta-voz do Ministério das Relações Exteriores da Rússia ameaçou a Finlândia e Suécia com "consequências militares e políticas prejudiciais" se tentassem ingressar na OTAN, o que nenhum dos dois estavam buscando ativamente. Ambos os países participaram da cúpula extraordinária como membros da Parceria para a Paz da organização e ambos condenaram a invasão e prestaram assistência à Ucrânia. No dia anterior, a primeira-ministra finlandesa, Sanna Marin, comentou sobre a potencial adesão do país após a invasão, afirmando: "Agora também está claro que o debate sobre a adesão à OTAN na Finlândia vai mudar", observando que uma candidatura finlandesa à OTAN exigiria amplo apoio político e público. Pouco depois da ameaça, um avião que transportava o até então parlamentar russo, Vyacheslav Volodin, teve a permissão negada para cruzar o espaço aéreo sueco e finlandês. A primeira-ministra sueca, Magdalena Andersson, afirmou que a Suécia não planeja entrar para a organização, no entanto, reiterou que "[...] a Suécia, sozinha e de forma independente, decide sua linha de segurança."

### Nações Unidas

Uma resolução do Conselho de Segurança da ONU para exigir que a Rússia se retire da Ucrânia foi vetada pela própria Rússia em 25 de fevereiro.
----
Votou a favor
Votou contra
Abstenção
Não participou

O secretário-geral da ONU, António Guterres, instou a Rússia a encerrar imediatamente a agressão na Ucrânia, enquanto os embaixadores da França e dos Estados Unidos anunciaram que apresentariam uma resolução ao Conselho de Segurança da ONU em 25 de fevereiro de 2022. O Reino Unido, os Estados Unidos, o Canadá e a União Europeia rotularam o ataque como não provocado e injustificado e prometeram duras sanções a indivíduos, empresas e ativos russos.
Em 25 de fevereiro, a Rússia vetou um projeto de resolução do Conselho de Segurança que "deplorava, nos termos mais fortes, a agressão da Federação Russa", como esperado. Onze países votaram a favor e três se abstiveram, entre eles China, Índia e Emirados Árabes Unidos. 27 de fevereiro é a data marcada para o Conselho de Segurança da ONU votar sobre a realização de uma sessão especial de emergência da Assembleia Geral da ONU para votar uma resolução semelhante. Se a votação for aprovada, espera-se que a sessão da Assembleia Geral seja realizada em 28 de fevereiro.

## Outros países e organizações

Reação internacional à invasão russa da Ucrânia em 2022
----
Países que condenaram a invasão
Países que mantiveram uma postura neutra
Países que culparam a OTAN por provocar a invasão
Não se posicionaram
----
Rússia
Ucrânia

Em resposta ao reconhecimento das duas repúblicas separatistas, os países ocidentais começaram a aplicar sanções contra a Rússia, enquanto a Venezuela, Nicarágua, Bielorrússia e a Síria apoiaram a decisão russa. Em 22 de fevereiro, o primeiro-ministro do Reino Unido, Boris Johnson, anunciou sanções a cinco bancos russos e três associados bilionários de Putin. O chanceler alemão Scholz anunciou a suspensão do processo de certificação do gasoduto Nord Stream 2. Os ministros das Relações Exteriores da UE colocaram na lista negra todos os membros da Duma que votaram a favor do reconhecimento das regiões separatistas, proibiram os investidores da UE de negociar títulos estatais russos e direcionaram importações e exportações com entidades separatistas. O presidente dos Estados Unidos, Joe Biden, anunciou sanções a três bancos russos e sanções abrangentes sobre a dívida soberana da Rússia.
Em 24 de fevereiro, o primeiro-ministro australiano Scott Morrison anunciou proibições de viagens direcionadas e sanções financeiras contra oito membros do conselho de segurança nacional da Rússia. O secretário-geral das Nações Unidas, Antonio Guterres, exortou a Rússia a acabar com a agressão na Ucrânia, enquanto os embaixadores da França e dos Estados Unidos anunciaram que apresentariam uma resolução ao Conselho de Segurança da ONU em 25 de fevereiro de 2022. Apesar da visita diplomática de Jair Bolsonaro à Rússia em fevereiro de 2022, o presidente não se posicionou a respeito do conflito, afirmando defender "a soberania e a integridade dos países e que seu governo está focado em contribuir para uma 'resolução pacífica do conflito' entre Rússia e Ucrânia." O Reino Unido condenou o "ataque não provocado" e prometeu que a Grã-Bretanha e seus aliados responderiam decisivamente. Chamando o ataque de "não provocado e injustificado", Biden observou que seu governo estaria considerando outras ações possíveis.
O Conselho da Europa suspendeu os direitos de representação da Rússia na instituição. Pela primeira vez desde a sua fundação, a OTAN ativou a força de resposta, permitindo aos seus membros recorreram mais rapidamente ao apoio da organização militar. A OCDE cancelou definitivamente o processo de adesão da Rússia, suspenso desde 2014, e encerrou a representação em Moscovo.
A 27 de fevereiro, após pedido por parte do governo ucraniano, o ministro dos Negócios Estrangeiros turco, Mevlut Cavusoglu, alterou o discurso sobre o conflito militar entre a Rússia e a Ucrânia, passando a classificá-lo como "guerra", anunciando que a Turquia implementará partes da Convenção de Montreux, de 1936, pacto internacional que permite à Turquia fechar o acesso ao mar Negro a partir do Mediterrâneo a navios de guerra, pelos estreitos do Bósforo e de Dardanelos, em caso de guerra, limitando o trânsito de navios de guerra russos para os mares Negro e de Azov.
Após a invasão, o Papa Francisco visitou a embaixada russa junto da Santa Sé, o que foi descrito como uma "atitude sem precedentes". Francisco telefonou ao presidente ucraniano Volodymyr Zelenskyy, manifestando o seu "pesar" enquanto o Vaticano se esforçava por encontrar uma oportunidade para a negociação. A Santa Sé “fará tudo o que for possível para se colocar ao serviço desta paz”, disse o Papa enquanto anunciava o envio de dois cardeais que ocupam cargos de relevo com ajuda à Ucrânia no início de março. Estes enviados especiais foram o Cardeal Konrad Krajewski, esmoler papal, e o Cardeal Michael Czerny, que é o responsável pelo departamento vaticano que trata da migração, caridade, justiça e paz. Esta missão, que envolveu várias viagens, foi considerada como sendo uma ação muito invulgar da diplomacia do Vaticano. O Papa Francisco consagrou a Rússia e a Ucrânia a 25 de março de 2022.

## Protestos

### Na Rússia

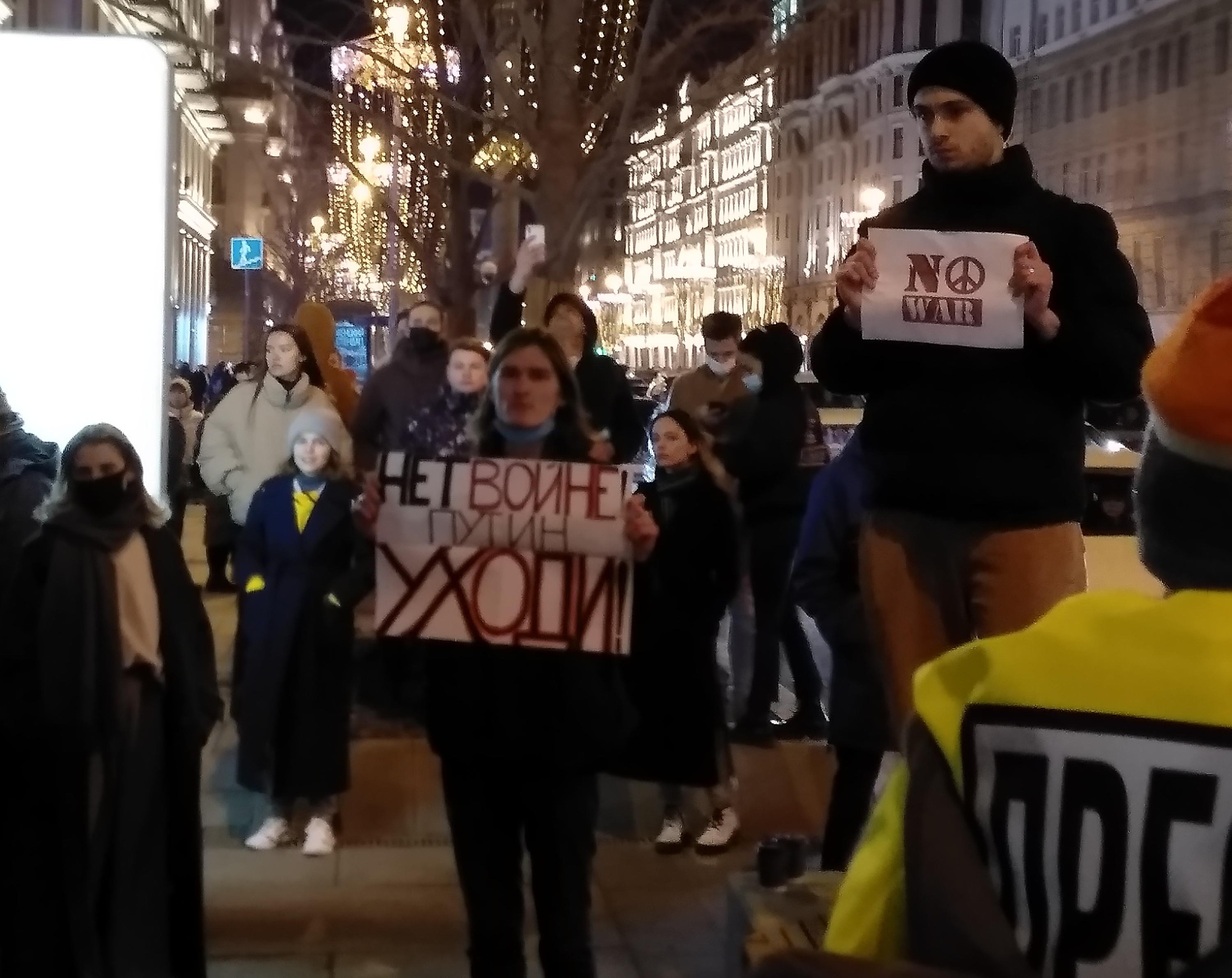
Manifestantes anti-guerra em Moscou, 24 de fevereiro de 2022

Quase 2 mil russos em 60 cidades em toda a Rússia foram detidos pela polícia em 24 de fevereiro por protestar contra a invasão, de acordo com OVD-Info; o Ministério do Interior da Rússia justificou essas prisões devido às "restrições do coronavírus, inclusive em eventos públicos" que continuam em vigor. As autoridades russas alertaram os russos sobre as repercussões legais por participarem de protestos contra a guerra. O vencedor do Prêmio Nobel da Paz, Dmitry Muratov, anunciou que o jornal Novaya Gazeta publicará sua próxima edição em ucraniano e russo. Muratov, o jornalista Mikhail Zygar e outros assinaram um documento afirmando que a Ucrânia não era uma ameaça para a Rússia e pedindo aos cidadãos russos que denunciassem a guerra.
Elena Chernenko, jornalista do Kommersant, circulou uma carta aberta crítica assinada por 170 jornalistas e acadêmicos. Mikhail Fridman, um oligarca russo, disse que a guerra "prejudicaria duas nações que são irmãs há centenas de anos" e pediu que o "derramamento de sangue termine". Três membros do parlamento comunistas, que apoiaram a resolução reconhecendo as repúblicas populares de Donetsk e Luhansk acreditando que era uma missão de paz e não uma invasão em grande escala, foram os únicos membros da Duma Federal a se manifestarem contra a guerra. O deputado Mikhail Matveev votou a favor do reconhecimento das repúblicas populares de Donetsk e Luhansk, mas depois condenou a invasão russa da Ucrânia. O deputado Oleg Smolin disse que estava "chocado" com a invasão.
Mais de 30 mil trabalhadores de tecnologia, 6 mil trabalhadores médicos, 3,4 mil arquitetos, mais de 4,3 mil professores, mais de 17 mil artistas, 5,000 scientists, e 2 mil atores, diretores e outros assinaram petições pedindo que o governo de Putin pare a guerra. O ativista russo de direitos humanos Lev Ponomaryov iniciou uma petição para protestar contra a invasão, reunindo mais de 750 mil assinaturas até 26 de fevereiro. Os fundadores do movimento Regimento Imortal, no qual russos comuns marcham anualmente com fotografias de familiares veteranos para marcar o Dia da Vitória da Segunda Guerra Mundial em 9 de maio, pediram a Putin um cessar-fogo, descrevendo o uso da força como desumano.
Em 3 de março, a empresa multinacional Lukoil, a segunda maior empresa da Rússia depois da Gazprom, pediu um cessar-fogo e meios diplomáticos para resolver o conflito.

### Fora da Rússia

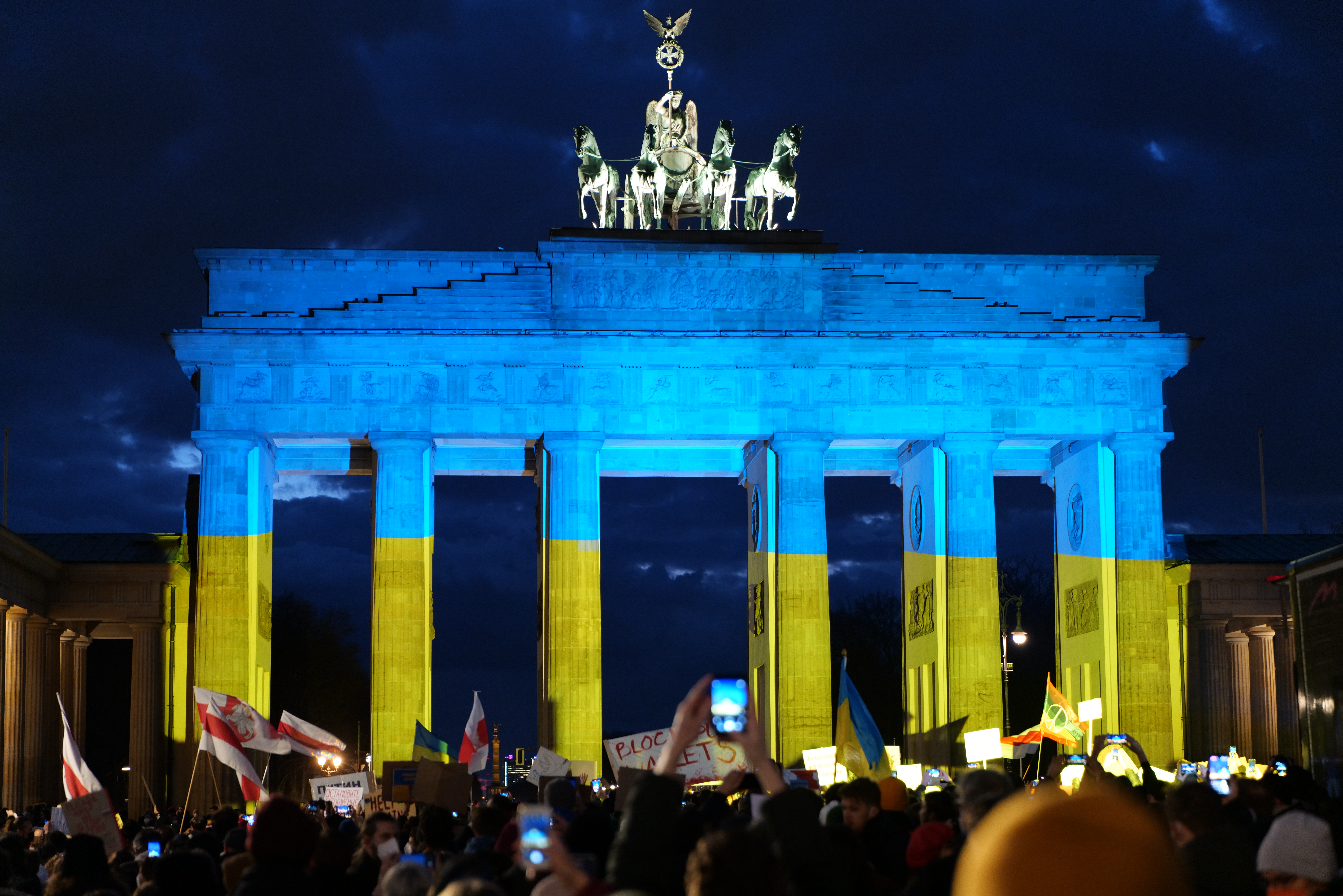
O Portão de Brandemburgo, iluminou-se com as cores da bandeira ucraniana durante um protesto de solidariedade em Berlim, Alemanha, 24 de fevereiro de 2022. O monumento é visível da embaixada russa nas proximidades.

Protestos em apoio à Ucrânia foram em todo o mundo. Na República Tcheca, cerca de 80 mil pessoas protestaram na Praça Venceslau em Praga. Em 27 de fevereiro, mais de 100 mil pessoas se reuniram em Berlim para protestar contra a invasão da Rússia. Durante a votação do referendo constitucional, manifestantes bielorrussos em Minsk gritaram "Não à guerra" nos locais de votação. Em 28 de fevereiro, em vez do tradicional desfile do Carnaval de Colônia, que havia sido cancelada devido à pandemia de COVID-19, mais de 250 mil, em vez dos 30 mil previstos, reuniram-se em uma marcha pela paz para protestar contra a invasão russa.
Um movimento de boicote contra produtos russos e bielorrussos se espalhou rapidamente. Na Lituânia, Letônia e Estônia, a maioria dos supermercados removeu produtos russos e bielorrussos, como alimentos, bebidas, revistas e jornais. No Canadá, os conselhos de controle de bebidas de várias províncias foram obrigados a remover o álcool fabricado na Rússia das prateleiras. Nos Estados Unidos, alguns estados impuseram restrições legais à venda de bebidas alcoólicas russas e muitos bares, restaurantes e varejistas de bebidas alcoólicas retiraram as marcas russas da venda voluntariamente, com alguns apoiando as bebidas ucranianas em mais uma demonstração de solidariedade com a Ucrânia. Após protestos, os monopólios do álcool finlandês, norueguês e sueco pararam a venda de bebidas alcoólicas russas. Além disso, os dois principais varejistas da Finlândia retiraram produtos russos de suas prateleiras. A Apple parou de vender iPhones e outros produtos na Rússia. Harley-Davidson, General Motors e Volvo suspenderam todas as suas operações na Rússia. A varejista sueca de roupas H&M suspendeu temporariamente as vendas no país, fechando mais de 150 lojas. Longas filas foram vistas nos locais da IKEA em 3 de março, o último dia antes de suas 17 lojas na Rússia fecharem. Também foram relatados casos de discriminação contra a diáspora russa.

## Impactos

### Esportes
No dia 25 de fevereiro de 2022, a Fórmula 1 anunciou o cancelamento do Grande Prêmio da Rússia, que seria realizado em Sochi em 25 de setembro. Posteriormente, o CEO da F1, Stefano Domenicali iniciou a procura de outro país para substituir a Rússia no calendário de Grandes Prêmios da temporada 2022 da Fórmula 1.
O Grand Slam de Judô Kazan 2022, que ocorreria em maio de 2022, foi cancelado. O Comité Olímpico Internacional pediu que federações cancelem ou mudem sede de competições na Rússia e Bielorrússia. O comitê fez críticas aos governos russo e bielorrusso por ter quebrado a trégua olímpica, que começou sete dias antes das Olimpíadas e termina sete dias depois das Paralimpíadas; e ainda pediu para que as bandeiras da Rússia e da Bielorrússia não sejam exibidas ou os respectivos hinos tocados em nenhum evento esportivo que já não englobasse o veto da Agência Mundial Anti-Doping à bandeira russa por conta do esquema de doping do país. A FIDE retirou a Olimpíada de Xadrez 2022 da Rússia e cancelou contratos de patrocínio com empresas ligadas aos governos da Rússia e Bielorrússia, além de proibir a realização de eventos oficiais nos dois países e a exibição de suas bandeiras neles.
Por conta da invasão da Ucrânia pela Rússia, a UEFA também alterou a sede da final da Liga dos Campeões da UEFA de 2021–22, movendo a partida do Estádio Krestovsky, em São Petersburgo, na Rússia; para o Stade de France, na região de Paris, França. As seleções de futebol da Polônia, Suécia e da República Tcheca se recusaram a jogar em território russo os playoffs das eliminatórias europeias da Copa do Mundo FIFA de 2022. Posteriormente, as federações de futebol dos três países declararam que se recusariam a jogar contra a seleção russa. A FIFA condenou o uso da força pela Rússia na Ucrânia e qualquer tipo de violência para resolver conflitos, e afirmou que seguiria monitorando a situação, comunicando oportunamente atualizações sobre as eliminatórias da Copa do Mundo. Posteriormente, a FIFA decidiu não banir a Rússia de suas competições, determinando que a equipe terá de jogar sob a bandeira da União de Futebol da Rússia, sem utilizar seu hino e mandando seus jogos com portões fechados e em campo neutro, enquanto a Associação Polonesa de Futebol manteve sua posição de não enfrentar a equipe russa em qualquer hipótese, independentemente do nome a ser utilizado por ela. Em 28 de fevereiro, a FIFA e a UEFA decidiram suspender definitivamente a União de Futebol da Rússia das competições internacionais, a nível de seleções e de clubes em todas as categorias, desclassificando a seleção do país das eliminatórias para a Copa do Mundo de 2022 e retirando a equipe feminina da Rússia do Campeonato Europeu Feminino de 2022, para o qual já estava classificada; enquanto o Spartak, clube que disputaria as oitavas de final da Liga Europa de 2021–22, foi eliminado da competição.

### Transportes

#### Aéreo

Rússia
Ucrânia
Países que baniram aeronaves russas de seu espaço aéreo em resposta à invasão

Em 1 de março, os Estados Unidos anunciou o fechamento do espaço aéreo americano originados da Rússia, com objetivo de criar um "um aperto adicional" à economia russa. Ursula von der Leyen, presidente da Comissão Europeia, afirmou que estão "propondo a proibição de todas as aeronaves de propriedade russa registradas e controladas pela Rússia. As aeronaves não poderão decolar, pousar ou sobrevoar o território da União Europeia." Outros países como Canadá e o continente europeu também proibiram voos russos em seus respectivos espaços aéreos, sendo considerado o mais alto cancelamento de voos registrado naquele período.
Empresas de leasing europeias, que alugam centenas de aeronaves para empresas aéreas russas devem encerrar seus contratos por conta das sansões vindas da união europeia. A agência de notícias russa RBU afirmou que um Boeing 737 de uma companhia aérea russa, pousou em Istambul e foi impedido de voar por pertencer a uma empresa de leasing da Irlanda. De acordo com dados da Ch-aviation, 777 dos 980 aviões de passageiros que operam para empresas na Rússia são alugados, dos quais 515 pertencem a empresas de leasing europeia. Somente a empresa AierCap, a maior empresa de leasing aéreea do mundo com sede em Dublin, na Irlanda, tem 149 aeronaves alugadas por companhias aéreas russas, enquanto a SMBC Leasing tem 34. A principal preocupação das empresas são referentes as consequências financeiras causadas por sanções contra a Rússia, inviabilizando o pagamento dos alugueis das aeronaves, visto que muitas companhias aéreas dependem de créditos bancários para honrar com seus pagamentos.

#### Marítimo
Pelo menos seis companhias de cruzeiros retiraram portos russos e ucranianos das rotas marítimas desde o início do conflito no Leste Europeu. Os portos dos países vizinhos, como Estocolmo (Suécia), Helsinque (Finlândia) e Tallinn (Estônia) servem de rota alternativa. Empresas como Maersk, Mediterranean Shipping Company (MSC) e CMA CGM também suspenderam entregas na Rússia após as sanções determinadas à Moscou.

#### Ferroviário
Em fevereiro de 2022, devido à migração dos ucranianos aos países adjacentes, muitas estações ferroviárias estiveram superlotadas em decorrência dos ataques russos. Estimou-se que em apenas quatro dias de conflito, cerca de 500 mil civis tinham evacuado — no início de março, o número aumentou para 670 mil. Apesar do governo russo afirmar não terem como alvo as redes ferroviárias, vários bombardeios à infraestrutura foram registradas. O Serviço de Guarda de Fronteira do Estado da Ucrânia anunciou que homens ucranianos entre 18 a 60 anos foram proibidos de deixar o país, em decorrência da lei marcial.
Vários civis russos também optaram por deixar seu país após as sanções perpetradas pela União Europeia. Atualmente, apenas uma rota aberta conecta os russos diretamente à Europa, indo de São Petesburgo para Helsique, capital finlandesa. Em Nova York, o Museu Ferroviário Nacional de York cancelou qualquer exposição de trens ligados a Rússia.

### Economia
A Bolsa de Moscou suspendeu temporariamente todas as negociações em seus mercados em 24 de fevereiro às 8h05, horário de Moscou, antes de retornar às 10h. A Bolsa de São Petersburgo também suspendeu as negociações até novo aviso. Como resultado da invasão, os preços do petróleo Brent subiram acima de cem dólares o barril pela primeira vez desde 2014 enquanto os mercados da Ásia caíram. Da mesma forma, os mercados da Oceania despencaram, com a Australian Securities Exchange e a New Zealand Exchange (NZX) ambas fechando mais de 3%.
A liderança da União Europeia e o governo dos Estados Unidos afirmaram que removeriam sete instituições bancárias russas do sistema financeiro global SWIFT, a mais forte retaliação financeira imposta contra a Rússia desde o começo do conflito. A empresa britânica BP, um dos maiores investidores estrangeiros em solo russo, anunciou a sua saída da maior petrolífera russa, a Rosneft. A Shell plc e a companhia italiana ENI também anunciaram que encerrariam suas atividades na Rússia.

### Música e entretenimento
O Festival Eurovisão da Canção excluiu a Rússia da edição de 2022. Vários artistas como Green Day, Eric Clapton, Imagine Dragons e outros, cancelaram seus shows em Moscou e São Petersburgo — assim como outros artistas que tiveram datas oficialmente agendadas na Rússia, saíram dos respectivos sites oficiais dos músicos.
Em 1 de março de 2022, durante a transmissão do Premier League Russa, transmitida pelo canal brasileiro BandSports, o locutor esportivo Napoleão de Almeida se recusou a gritar gol no jogo entre Spartak Moscou contra o CSKA Moscou em um explícito protesto contra a invasão das tropas russas à Ucrânia . Posteriomente a Rede Bandeirantes  anuncia o cancelamento da transmissão da Premier League Russa na emissora.  
A EA Sports retirou a Seleção Russa e todos os clubes de futebol componentes da Premier League Russa do jogo FIFA 22.
A Premier League deixou de ser exibir  jogos da temporada da Premier League de 2021–22 no canal russo  Rambler (Okko Sport). A Liga Inglesa disse confirmou que todos os 20 clubes participantes da Primeira Divisão Inglesa concordaram com a atitude e doaram cerca de um milhão e 200 mil euros para apoiar o povo ucraniano.